# Coupe du Liechtenstein de football 1949-1950
Navigation
Édition précédente Édition suivante
La coupe du Liechtenstein 1949-1950 de football est la 5e édition de la Coupe nationale de football, la seule compétition nationale du pays en l'absence de championnat.
La finale est disputée à Triesen, le 10 décembre 1950, entre le FC Vaduz et le FC Triesen.
Le FC Triesen remporte le trophée en battant le FC Vaduz. Il s'agit du 4e titre de l'histoire du club dans la compétition.

## Demi-finales
| Équipe 1   | Résultat | Équipe 2 |
| ---------- | -------- | -------- |
| FC Balzers | 3 - 6    | FC Vaduz |
| FC Triesen | ?        | ?        |

## Finale
La finale a été arrêtée quand les joueurs de Vaduz ont quitté le terrain, le titre est attribué à Triesen.
| 10 décembre 1950 | FC Triesen | 3 - 2 | FC Vaduz | Triesen |  |
|                  |            |       |          |         |  |